# Ангола на Олимпийских играх
Ангола принимала участие в десяти летних Олимпийских играх. Олимпийский комитет Анголы был основан 17 февраля 1979 года и официально признан МОК в 1980 году. Страна дебютировала на Играх в Москве в 1980 году и с тех пор принимала участие во всех летних Играх, кроме Игр в Лос-Анджелесе в 1984 году, которые пропустила присоединившись к бойкоту соревнований. В зимних Олимпийских играх спортсмены Анголы участия не принимали. Ангола остаётся одной из самых многонаселённых стран, кому ещё не удалось завоевать хотя бы одну олимпийскую медаль.
За исключением московских Игр ангольская сборная практически неизменно участвует в командных соревнованиях в баскетболе и гандболе. Наибольшая ангольская делегация была представлена на Играх 2012 года в Лондоне, когда в состав сборной для участия в Играх вошли 34 спортсмена, выступавших в семи видах спорта.

## Таблица медалей

### Летние Олимпийские игры
| Игры                | Спортсменов          | Золото               | Серебро              | Бронза               | Всего                | Место                |
| ------------------- | -------------------- | -------------------- | -------------------- | -------------------- | -------------------- | -------------------- |
| 1980 Москва         | 11                   | 0                    | 0                    | 0                    | 0                    | —                    |
| 1984 Лос-Анджелес   | не принимала участие | не принимала участие | не принимала участие | не принимала участие | не принимала участие | не принимала участие |
| 1988 Сеул           | 24                   | 0                    | 0                    | 0                    | 0                    | —                    |
| 1992 Барселона      | 28                   | 0                    | 0                    | 0                    | 0                    | —                    |
| 1996 Атланта        | 28                   | 0                    | 0                    | 0                    | 0                    | —                    |
| 2000 Сидней         | 30                   | 0                    | 0                    | 0                    | 0                    | —                    |
| 2004 Афины          | 30                   | 0                    | 0                    | 0                    | 0                    | —                    |
| 2008 Пекин          | 32                   | 0                    | 0                    | 0                    | 0                    | —                    |
| 2012 Лондон         | 34                   | 0                    | 0                    | 0                    | 0                    | —                    |
| 2016 Рио-де-Жанейро | 25                   | 0                    | 0                    | 0                    | 0                    | —                    |
| 2020 Токио          | 20                   | 0                    | 0                    | 0                    | 0                    | —                    |
| Итого               | Итого                | 0                    | 0                    | 0                    | 0                    |                      |